# Homeless (chanson de Marina Kaye)
Pour les articles homonymes, voir Homeless.
Singles de Marina Kaye
Sounds Like Heaven
(2015)
Homeless est une chanson de la chanteuse française Marina Kaye, sortie le 19 mai 2014 en France. C'est le premier single de l'artiste et il est extrait de l'EP homonyme. Il est inclus dans l'album Fearless qui sort en mai 2015.
La chanson se classe en tête des ventes en France tout juste un an après sa sortie.
La chanson est certifiée disque de platine en France et disque d'or en Belgique.

## Genèse
Homeless est le premier single de Marina Kaye. Il est écrit par Marina Kaye elle-même avec l'aide de Nina Woodford et Mathias Wollo. Il a été enregistré en juin 2013, quand elle avait 15 ans, à Londres.

## Clip
Le single est accompagné d'un clip vidéo réalisé par Hugo Becker.

## Paroles
Les paroles du single parlent du malaise lors du passage de l'adolescence à l'âge adulte.

## Classements
| Classement (2014-15)                    | Meilleure position |
| --------------------------------------- | ------------------ |
| Belgique (Flandre Ultratop 50 Singles)  | 35                 |
| Belgique (Wallonie Ultratop 50 Singles) | 1                  |
| France (SNEP)                           | 1                  |
| Suisse (Schweizer Hitparade)            | 25                 |